# Collaboration (pièce de théâtre)
Collaboration est une pièce de théâtre de Ronald Harwood créée en 2008 à Chichester (Angleterre) et en 2011 à Paris. 

## Thème
Si le procès en dénazification de Wilhelm Furtwängler a levé tous les doutes quant à la probité du grand chef d'orchestre allemand, la propagande nazie, qui s'entendait à compromettre les artistes dont elle avait besoin, a su utiliser les relations troublantes si ce n'est troubles du compositeur Richard Strauss avec le régime pour laisser de lui une image de collaborateur. Pourtant, ce sont les fruits d'une autre collaboration, celle entre le musicien et l'écrivain Stefan Zweig, entre le compositeur allemand et le librettiste juif, qui vont produire un succès artistique, un opéra, La Femme silencieuse, dont l'affiche portera, sur l'insistance de Strauss, le nom de Zweig pendant trois jours avant que l'œuvre ne soit interdite avec le « conseil » de cesser cette « collaboration ». Ce que ne comprend pas le musicien, pas plus qu'il ne comprend le rapport à sa judéité de Zweig qu'il admire. Mais Strauss reste en Allemagne et Zweig se suicide en exil.

## Création
À torts et à raisons s'ouvrait sur le procès en dénazification de Wilhelm Furtwängler. Collaboration se termine sur celui de Strauss. Comme la pièce précédente, celle-ci est créée au Minerva Theatre de Chichester en 2008 puis jouée au Duchess Theater de la Cité de Westminster à Londres en 2009. Elle est créée en français, traduite par Dominique Hollier, sous le même titre, au Théâtre des Variétés à Paris le 6 septembre 2011 par Michel Aumont (Richard Strauss) et Didier Sandre (Stefan Zweig) dans une mise en scène de Georges Werler.